# Volker Zahn

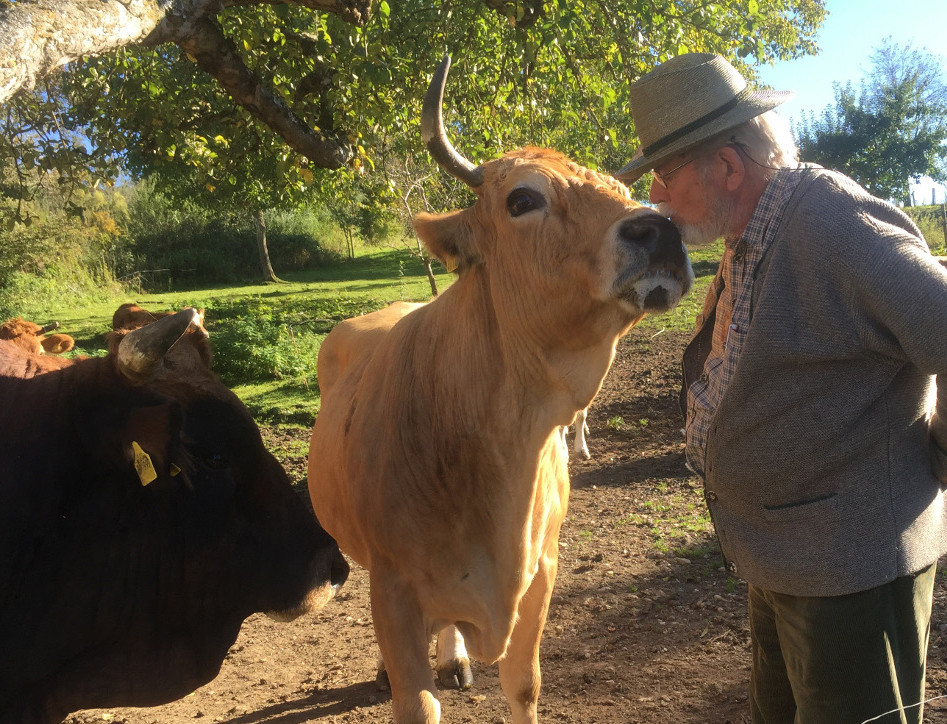
Zahn mit Murnau-Werdenfelser Kuh und Stier

Volker Zahn (* 10. November 1940 in Mittweida, Sachsen) ist ein deutscher Arzt und staatlich anerkannter Baubiologe. Obwohl eigentlich Facharzt für Gynäkologie, gilt Zahn als Pionier und Vordenker der Umweltmedizin und ganzheitlicher medizinischer Ansätze auf dem Gebiet der Schulmedizin. Seine Eltern sind der Chirurg Hans Zahn (1900–1973) und Marta Zahn, geb. Fickratz (1906–1984). Er ist der dritte Sohn von vier Kindern, seine Geschwister wurden ebenfalls alle Ärzte.

## Leben
Der Eindruck des Kriegs- und Nachkriegsmangels und die Abwesenheit des bis 1949 in sowjetischer Gefangenschaft befindlichen Vaters sowie die für Schüler und Studenten verpflichtende jährliche vierwöchige Mitarbeit in landwirtschaftlichen Betrieben prägten Zahn früh und nachhaltig. Zeitweise trug er sich mit dem Gedanken eines landwirtschaftlichen Studiums, wovon ihn aber der Vater wegen der Entwicklungen in der DDR abriet. So begann Zahn wie der Vater Medizin zu studieren und promovierte 1965 an der medizinischen Fakultät der Universität Rostock. Im selben Jahr noch gelang ihm unter Mithilfe von Hasso Herschel in einem präparierten amerikanischen PKW die Flucht über Rumänien, Jugoslawien und Österreich in die BRD. Nach dem Ende der Fluchthelfertätigkeit Herschels 1967 unternahmen Zahn, Herschel und Ulrich Pfeifer von Deutschland aus mit einem Land Rover eine mehrmonatige Afrikadurchquerung von Ceuta bis Kapstadt auf dem Landweg, die Zahn allerdings aus beruflichen Gründen nicht bis zum Ende durchführen konnte. Mit Herschel verbindet ihn seither eine jahrzehntelange Freundschaft.
Da die BRD alle Abschlüsse der DDR problemlos anerkannte, konnte Zahn seine Pflichtassistentenzeit nahtlos in einem neu errichteten Knappschaftskrankenhaus in Püttlingen im Saarland beginnen. Weitere Stationen seiner Assistententätigkeit waren das Krankenhaus Barmherzige Brüder in Regensburg und das Klinikum für Anästhesiologe der LMU in München. 1974 beendete Zahn an der LMU seine Ausbildung zum Facharzt für Gynäkologie. Bereits 5 Jahre später, erst 39-jährig, wurde er als Professor zum Leiter der Frauenklinik des St. Elisabeth Krankenhauses in Straubing berufen, wo er bis 2005, davon die letzten 20 Jahre als Ärztlicher Direktor und Dozent, wirkte. Seit seiner Pensionierung betreibt Zahn einen über 40 Hektar großen Bauernhof in Alpennähe und widmet sich dem Erhalt vom Aussterben bedrohter Haustierrassen.

## Wirken

### Wirken als Arzt
Bereits zu Beginn Zahns Tätigkeit als Arzt und Gynäkologe in Straubing erreichte wachsendes Umweltbewusstsein auch die Medizin. Sowohl durch mit Umweltgiften belastete Muttermilch, für die es noch keine verbindlichen Grenzwerte gab als auch durch vorher nie gekannte Krankheitssymptome stieß Zahn an die Grenzen seiner Schulmedizin. Einen Teil der ihm geschilderten Beschwerden fasste er unter dem Begriff "Häuserkrankheit" zusammen. Als einer der ersten Ärzte stellte Zahn einen Zusammenhang zwischen Wohlbefinden und beschleunigtem Heilungsprozess fest. Daher stattete er in seinem Krankenhaus jedes Zimmer mit einem Originalgemälde aus und gründete im St.-Elisabeth-Krankenhaus einen Verein, der sich um die Betreuung von Patienten mit künstlerischen Aktivitäten kümmerte. Er erkannte früh die Bedeutung des Umweltschutzes im Krankenhaus. So koordinierte Zahn bereits 1991 einen Arbeitskreis von 25 bayrischen Krankenhäusern zur Abfallvermeidung und -entsorgung, um die Müllflut in Krankenhaus, Praxis und Labor einzudämmen.
Für diese Leistung wurde er als Mitpreisträger der Bayerischen Umweltmedaille für das erste umweltfreundliche Krankenhaus geehrt.
Unterstützung für diese Pionierarbeit erhielt Zahn von dem in Straubing lebenden Bayerischen Umweltminister Alfred Dick, der Zahns Pionierarbeit im Bereich der Umweltmedizin unter anderem durch die Vermittlung zahlreicher Diplomanden in das St.-Elisabeth-Krankenhaus unterstützte und förderte. Weitere Unterstützung erhielt Zahn von Hubert Weinzierl, dem langjährigen Vorsitzenden des Bund Naturschutz in Bayern, der in Wiesenfelden im Landkreis Straubing-Bogen sein Umweltbildungszentrum aufgebaut hatte. Unter Zahn entwickelte sich in den 80er und 90er Jahren Straubing zu einem interdisziplinären Zentrum für Umweltschutz, Naturschutz und Umweltmedizin. Zu den medizinischen Aspekten des Umweltschutzes betreute Zahn als Doktorvater zahlreiche Promotionen. Dadurch trug er maßgeblich zur Sensibilisierung und Verbreitung des Bewusstseins für den Zusammenhang von Umwelt und Wohlbefinden bei. 1994 wurde Zahn von der Bayerischen Landesärztekammer (BLÄK) als ersten Bayerischen Mediziner die Zusatzbezeichnung Umweltmedizin zuerkannt.

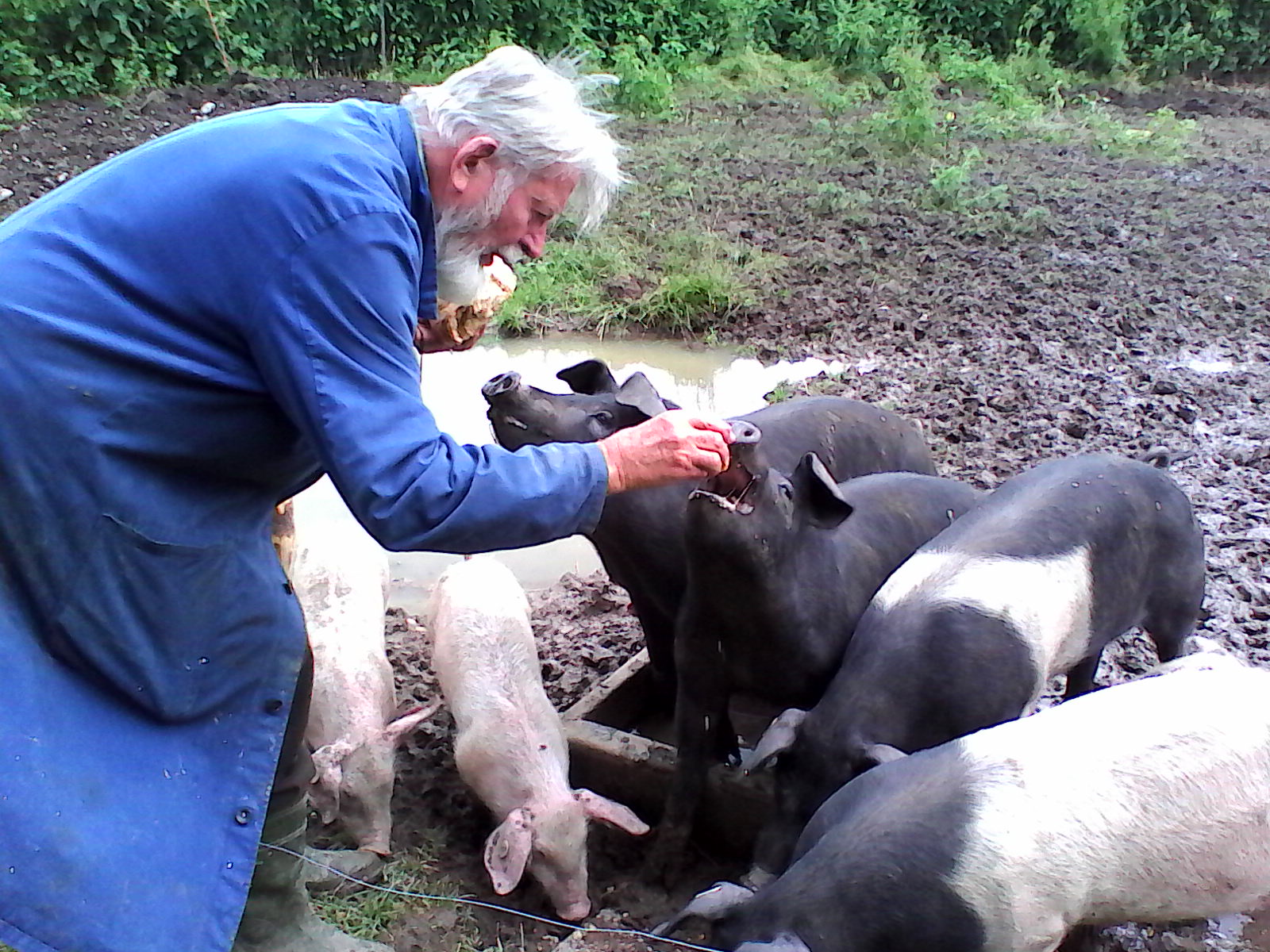
Resozialisierungsstudie: Zahn mit Hybrid- und Schwäbisch-Hällischen Schweinen

### Wirken als ökologischer Vordenker
Nach seiner Pensionierung 2005 verwirklichte sich Zahn seinen Jugendtraum, allerdings mit den Erfahrungen und dem Wissen als Umweltmediziner. Er erwarb ein altes Landgut, den Schalhamer Hof im Voralpenland an der Grenze zwischen Oberbayern und dem Allgäu, den er zu einem autark arbeitenden Arche-Noah-Hof zur Rettung und dem Erhalt aussterbender Haustierrassen umbaute. Der Hof verfügt über eine eigene Quelle mit hervorragender Wasserqualität, eine biologische Schilfkläranlage, Solarenergie mit Überkapazität, Hackschnitzelheizung aus eigenem Abfallholzbestand, Gemüseanbau für den Eigenbedarf und naturnahe klimaneutrale bis klimapositive Tierhaltung. Fehlende Lebensmittel bzw. Überkapazitäten kommen aus, bzw. in den Foodsharing-Kreislauf. Zusätzliche benötigte Arbeitsleistung wird durch Naturalien entlohnt. Zu den von Zahn gehaltenen vom Aussterben bedrohten Haustierrassen gehören das Murnau-Werdenfelser-Rind, das Schwäbisch-Hällische Landschwein, der deutsche Mittelspitz, das Augsburger Huhn und die Thüringer Waldziege. Außerdem leben auf Zahns Hof Kaltblüter, Bergschafe, Hauskatzen und andere Nutztiere. Vor allem Zahns Einsatz ist es zu verdanken, dass die Population des Murnau-Werdenfelser Rindes wieder stärker angewachsen ist. Gemeinsam mit seinem Freund, Hans Hinrich Sambraus, führte er 2015 auf seinem Hof eine vielbeachtete Studie über die Resozialisierung von Hybridschweinen durch, um auf die dringende Notwendigkeit naturnaher Schweinehaltung aufmerksam zu machen. Auch der Erhalt, soweit noch möglich, von unberührter Natur und Lebensräumen sind ein Schwerpunkt seiner Arbeit. Sein Werben für einen Naturpark Ammergebirge und den natürlichen Erhalt der Lechschleife bei Schongau sind Beispiele hierfür.
Auch wenn Zahn nie als großer Publizist wirkte, so setzt er sich auf eine besondere Weise für die Verbreitung seiner Ziele und Ideale ein. Sein Arche-Noah-Hof ist von Anfang an ein Ort der Begegnung zwischen Schulklassen und Studenten auf der einen und der Natur in seiner Vielfalt auf der anderen Seite gewesen. Jährlich besuchen ihn Schulklassen für einen oder mehrere Tage, um sich vor Ort mit den Themen Nachhaltigkeit, unberührte Natur und naturnahes Leben und Tierhaltung bildnerisch künstlerisch auseinanderzusetzen. Einmal im Jahr finden mehrtägige Gestaltungsseminare der Lehrstühle für Kunsterziehung der Universität Augsburg und der LMU München zu umweltnahen Themen statt. Diese Arbeiten werden, flankiert von anderen jeweils zum Thema gehörenden Arbeiten, seit vielen Jahren in einer Jahresausstellung in der hofeigenen Kunsttenne gezeigt, um eine noch breitere Öffentlichkeit und vor allem die Jugend zu erreichen, deren Aufgabe nach Zahns Meinung es ist, die Umwelt zu erhalten und zu schützen. Seit 2019 führt sein Sohn Hans, promovierter Biowissenschaftler den Hof im Sinne seines Vaters weiter.

## Schriften als Autor und Koautor
- mit Claus Schulte-Uebbing: Umweltmedizin. Angewandter Umweltschutz im Gesundheitswesen. UMGEWE, Straubing 1991.
- Umweltfibel für Arztpraxen: Die abfallarme Arztpraxis. 1992.
- Umweltmedizinische Fibel Praktische Umweltmedizin. 1994.
- mit Ruediger Dahlke, Margit Dahlke: Frauen - Heil - Kunde. Be-Deutung und Chancen weiblicher Krankheitsbilder. Goldmann, 2003, ISBN 3-442-15204-6.
- mit Ruediger Dahlke, Margit Dahlke: Der Weg ins Leben: Schwangerschaft und Geburt aus ganzheitlicher Sicht. Goldmann, 2009, ISBN 978-3-641-01018-8.
- Kleines Brevier des Murnau-Werdenfelser Rindes. 41 Verhaltensregeln für die Mutterkuhhaltung. Selbstverlag, Kreut 2012.